# Corsino Fortes
Corsino António Fortes (* 14. Februar 1933 in Mindelo auf São Vicente; † 24. Juli 2015 ebenda) war ein kap-verdischer Lyriker und Politiker. Er gilt als einer der herausragenden Vertreter der kap-verdischen Lyrik.

## Leben
Corsino Fortes studierte Rechtswissenschaften in Lissabon, wo er 1966 sein Examen machte. Danach war er unter anderem als Lehrer und Rechtsanwalt auf den Kap Verden sowie als Richter in Angola tätig. Er war auch ein Anhänger experimentellen Fernsehens in Kap Verde. 
Veröffentlichungen konnte er bereits in Zeitschriften und Zeitungen vorweisen, bevor 1974 sein erster Gedichtband erschien. Seitdem war er nicht mehr aus dem literarischen Leben der Inselrepublik wegzudenken: Er war Präsident der Vereinigung kap-verdischer Schriftsteller, von 2013 bis zu seinem Tod Präsident der kap-verdischen Akademie für Literatur und lange Zeit Präsident der Fundação (Stiftung) Amílcar Cabral. Sein Werk wurde 2015 auch erstmals ins Englische übertragen. Es besteht hauptsächlich aus Lyrik, die sich mit der Lebenswelt auf den Inseln und dem Kampf mit der Unabhängigkeit und den sozialen Problemen beschäftigt. 
Als Politiker gehörte Fortes, der Mitglied der Partido Africano da Independência de Cabo Verde (PAICV) war, diversen kap-verdischen Regierungen an und war unter anderem auch Justizminister. Auch war er der erste Botschafter der Republik Kap Verde in Portugal 1975.
Am 24. Juli 2015 starb Fortes im Alter von 82 Jahren an den Folgen einer Krebserkrankung in seiner Heimatstadt Mindelo, zwei Tage nach dem Erscheinen seines letzten Gedichtbandes Sinos de Silencio.

## Werke
- Pão e Fonem, Lyrik, 1974
- Arvore e Tombar, Lyrik, 1986
- Pedras e Sol e Substançia, Lyrik, 2001
- Sinos de Silencio, Lyrik, 2015